# Manuel Benito Crespo
Manuel Benito Crespo Villalba (Burjassot, 1962) és un botànic i professor valencià.
Es va especialitzar en botànica durant la llicenciatura en Ciències Botàniques que va acabar el 1984 a la Universitat de València. Al mateix centre el 1989 va acabar el doctorat en Biologia, amb una tesi sobre la flora i la vegetació de la Serra Calderona. Des del 1990 és professor de biologia vegetal a la Universitat d'Alacant, i catedràtic des del 2002. Deixeble de Gonzalo Mateo, Crespo treballa amb Antonio de la Torre, amb qui han dirigit tesis sobre la Serra del Cid, la serra del Reclot o la Marina Baixa, entre d'altres.
És autor de més de 300 publicacions científiques i tècniques (llibres, capítols de llibre i articles científics i de divulgació), relatives a la investigació taxonòmica, florística, biogeogràfica, fitosociològica i de conservació de la flora mediterrània. És autor o coautor de més de 350 noms de tàxons vegetals, així com membre o assessor de diverses societats científiques i revistes internacionals de Botànica. Amb un alumne va descobrir l'espècie de planta vella lucentina. Forma part de l'equip d'autors i editors de Flora iberica, on ha dut a terme tasques de revisió o edició de diversos gèneres i famílies de plantes vasculars de la península Ibèrica.
Fou President de l'Asociación de Herbarios Ibero-Macaronésicos del 1997 al 2003.